# 小北百貨

小北百貨莊敬店

小北百貨是臺灣一家連鎖生活百貨商店，在1994年由黃卜文於臺南市創立。截至2025年8月13日為止，在臺灣各地共有193家門市。

## 歷史
1986年，黃卜文在夜市經營海產店，因生意好而曾擁有5家連鎖分店，但到1990年代因生意不如預期而轉行販售平價商品，並前往中国大陆、泰国和东南亚等地尋找貨源。在1994年關閉海產店後，他花了新台幣100萬元重新開設雜貨店，取名「小北百貨」，並以「服務在地化」的精神經營。起初經營並不順利，曾被偷竊約價值新臺幣50萬元的商品，因此留在店內巡視。他在巡店時突然遇到半夜有人敲門，便開店讓顧客進來，這位客人因為解決急需，非常感激黃卜文。這也讓他意外發現，原來生活雜貨也有夜間商機，並推出24小時無休服務。但他自己知道要走的是「平價路線」，於是最早的小北百貨不但貨架用鋼筋組成，地板也是簡易的水泥地，設備十足簡陋，但也就在設店成本低，貨品才能以低價販售。黃卜文弟弟黃義弘則為總經理。
品牌名稱「小北」二字的由來是創業地附近的小北夜市（臺灣閩南語俗稱『小北仔』）。故小北百貨店內的廣告播音，也以「小北仔」（Sio-pak-á）自稱，公司英文名稱也使用音近的Show Ba。

## 理念
黃卜文從小就患脊髓灰質炎，但國小即開始跟著母親在市場販賣海產並曾受到好評，隨後因生意不如預期而在朋友建議之下改開雜貨店，並取名「小北百貨」，並把其它熱炒店分店皆改名為小北百貨。其作法是盡可能提供顧客需要的東西，並以24小時營業。在展店過程中也曾遇到火災，當時還是依靠家庭才得以幫助，之後即以平價和方便的條件下，在台南、高雄獲得肯定，並在創業後設慈善基金會回饋社會。2002年12月10日獲臺南市政府表揚創業楷模，當時報導小北百貨每月營業額達新臺幣一億五千萬元。

## 外部連結
- 小北百貨 （页面存档备份，存于）
- 小北百貨的Facebook專頁
- 台灣公司資料 （页面存档备份，存于）